# Preobrazjenskaja Plosjtjad
Preobrazjenskaja Plosjtjad (ryska: Преображе́нская пло́щадь, "Preobrazjenskajatorget") är en tunnelbanestation på Sokolnitjeskajalinjen i Moskvas tunnelbana. Stationen ligger vid Preobrazjenskajatorget, vilket är namngivet efter den tidigare byn Preobrazjenskoje som låg här men nu har blivit en del av staden.
Stationen öppnade den 31 december 1965 då Sokolnitjeskajalinjen förlängdes norrut, och var linjens norra slutstation fram till 1990 då linjen förlängdes igen. Stationen är en typisk ytnära pelarstation med tre spann som på plattformen bärs upp av två rader med fyrkantiga pelare.
Preobrazjenskaja Plostjad har två underjordiska vestibuler med uppgångar till Preobrazjenskajatorget samt gatorna Preobrazjenskaja val, Bolsjaja Tjerkizovskaja och Krasnobogatyrskaja.